# Starîi Dorohîn, Narodîci
Starîi Dorohîn (în ucraineană Старий Дорогинь) este localitatea de reședință a comunei Starîi Dorohîn din raionul Narodîci, regiunea Jîtomîr, Ucraina.

## Demografie
Componența lingvistică a localității Starîi Dorohîn
     Ucraineană (99,19%)
     Alte limbi (0,81%)
Conform recensământului din 2001, majoritatea populației localității Starîi Dorohîn era vorbitoare de ucraineană (99,19%), existând în minoritate și vorbitori de alte limbi.